# Saxifraga lushuiensis
Saxifraga lushuiensis är en stenbräckeväxtart som beskrevs av H.Chuang. Saxifraga lushuiensis ingår i Bräckesläktet som ingår i familjen stenbräckeväxter. Inga underarter finns listade i Catalogue of Life.